# Antoni Carner i Borràs
Antoni Carner i Borràs (Igualada, Anoia, 1904 - ibíd., 1978) va ser un assagista català.

## Obres
- L'entrada dels Carlins a Igualada (17 i 18 juliol de 1873)
- Història i llegenda de les batalles del Bruc
- Dos catalans a les Corts de Felip II i Felip III
- Les tropes suïsses a Catalunya durant la guerra napoleònica
- Un capità barceloní en temps de la guerra del Francès